# Sextius reticulatus
Sextius reticulatus är en insektsart som beskrevs av William Lucas Distant. Sextius reticulatus ingår i släktet Sextius och familjen hornstritar. Inga underarter finns listade i Catalogue of Life.